# Damien Gregori
Damien Gregori est un musicien irlandais. Il a été le claviériste du groupe de métal extrême Cradle Of Filth de 1995 à 1997 et rédacteur pour Terrorizer magazine pendant 10 ans.

## Biographie
Damien Gregori compose de la musique depuis 1987 et a travaillé pour Metal Hammer, Kerrang!, Classic Rock, Terrorizer, Decibel, Record Collector, Music Collector, metal-is.com, divers Guinness guides et autres encyclopédies. Il a écrit pour quelques groupes dont Venom et Cradle Of Filth dont il fut le claviériste de 1995 à 1997

## Discographie
- Centurys End Search - album solo (1994)
- V Empire or Dark Faerytales in Phallustein - Cradle Of Filth (1996)
- Dusk and Her Embrace - Cradle Of Filth (1996)